# George Berkeley
George Berkeley, irski anglikanski škof in filozof, * 12. marec 1685, Dysert Castle, okraj Kilkenny, Irska, † 14. januar 1753, Oxford, VB. Prištevamo ga med pomembnejše novoveške filozofe. Za njegov filozofski sistem je značilen subjektivni idealizem in skrajni empirizem. V primerjavi s predhodniki (Descartes, Spinoza, Locke) je popolnoma zanikal obstoj materije kot substance in obstoj nečesa pogojeval z zaznavanjem le-tega (lat. esse est percipi ')

## Zgodnje življenje
George Berkeley se je rodil 12 marca leta 1685 v Kilkennyju na Irskem. Družina je bila po rodu iz Anglije vendar se je še pred rojstvom Berkeleya preselila na Irsko. Razen, da je bila protestantska, je o njegovi družini malo znanega.
S petnajstimi leti je začel obiskovati Trinity College v Dublinu leta 1700, kjer je poleg sholastične izobrazbe spoznal takrat uveljavljene filozofske tokove. Posebno velik vpliv na njegovo nadaljnjo filozofijo sta imela John Locke in Rene Descartes.
Že zelo zgodaj je imel zgrajen svoj lastni filozofski sistem, ki je temeljil na subjektivnem idealizmu in strogem empirizmu (imaterializem).
Njegovo prvo delo je bilo delo z naslovom Esej o novi teoriji vida (An essay towards a new theory of vision, 1709). Že naslednje leto je star 25 let izdal Razprava o načelih človeškega razuma  (A treatise concering the principle of human knowledge) prvi del od treh, te tri knjige so pokrivale temelje njegove filozofije.
Ker je bilo prvo delo slabo sprejeto, je spisal še poljubnejšo Trije dialogi med Hylasom in Philonom (Three Dialogues between Hylas and Philonous), v kateri je predstavil sam temelj njegove filozofije imaterializma. Ta knjiga je po razumljivosti najbolj dostopna širši množici. "Tri dialoge" je objavljal tudi v časopisju, kar mu je prineslo velik ugled.
Ob enem se je Berkley potegoval za mesto škofa v irski Anglikanski cerkvi. Za časa svojega življenja se je lotil velikega projekta, želel je ustanoviti misijonski kolidž na Bermudih. Zato je naslednja leta zbiral denar in sredstev za pomoč pri izgradnji kolidža. Leta 1728 se je poročil in odpotoval z ženo v ZDA. Nastanil se je blizu Newporta, Rhode Island, kjer se je aktivno vključil v tamkajšnje kulturno življenje. Še vedno si je prizadeval uresničiti cilje na Bermudih, kjer bi ustanovil misijo in poskrbel za versko izobrazbo tamkajšnjih kolonistov, vendar ni zbral dovolj denarja. Leta 1932 je zapustil ZDA in se vrnil v London.
Leta 1734 je Berkley postal škof mesta Cloyne, na jugu Irske (grofija Cork). Leta 1753 je umrl, do svoje smrti je ustvarjal in bival v mestu Cloyne.

## Filozofija
Berkley je bil pomemben predstavnik subjektivnega idealizma. Njegovo glavno izhodišče je kritika Lockovega empirizma, s katero se je seznanil že v šoli in sicer, da so lahko ideje neposredni predmeti zavesti. Ideje je razdelil na dva razreda: 
1. ideje, ki izvirajo iz zaznav in z njimi opravljamo samovoljno;
2. ideje, ki jih osebek ni osebno zaznal, vendar so vir neke čutne zaznave.

Skušal je dokazati, da za izvor idej ni potrebno jemati nobenih materialnih stvari, njihova bit je naša čutna zaznavnost. Predstave so v duhu (ne loči med idejami in predstavami). Vsakačutna zaznava je za vsako čutilo specifična, v skupno predstavo jo uvršča miselno sklepanje (med vidom in tipom tako ni nobene neposredne zvez. Čutni predmeti so zato zgolj kompleksi predstav združeni v človekovem duhu pod skupnim imenom. Vse argumente v prid imaterializmu je gradil na ozki osnovi senzualizma, zato je v kritiki Locka zelo neposreden: primarnih kvalitet si ni možno zamisliti brez sekundarnih.	Materialna substanca lahko biva samo preko duhovne, zato tudi ni substanca v pravem pomenu in kot taka ne obstaja.
Njegova temeljna teza se glasi: "esse est percipi", kar pomeni: "biti je biti znan" oziroma povedano drugače, bit predmetov je določena z njihovo zaznavnostjo. V skladu s kritiko Locka je menil, da naše ideje primarnih kvalitet niso nič drugega kot interpetacija sekundarnih. Ker so vse ideje izvor sekundarnih kvalitet, zunanjega sveta ni mogoče zaznati. Kot pravi Berkley, obstajajo samo ideje in duh, materije ni. Duh, kot pravi je zaznavajoče bitje, njegova dejavnost je v volji, domišljiji, spominu in ugotavljanju odnosov med idejami.
Berkley pravi: 
»Ko pravim 'miza', na katero pišem, eksistira/ obstaja, to pomeni da jo čutim in vidim; če me ne bi bilo v študijski sobi, bi lahko zatrdil njeno eksistenco v čutilih s trditvijo, da bi jo lahko jaz ali katerikoli drug duh v sobi zaznal, če bi bil v moji študijski sobi…Bit takih stvari je v njihovi zaznanosti. Ni mogoče da bi imeli katerokoli drugo eksistenco zunaj duha ali mislečega bitja, ki jih zaznava«.
Berkley torej trdi, da eksistence predmetov so odvisne od naših idej oziroma povedano drugače ni si mogoče predstavljati ideje brez konkretnih določil. Ni mogoče, da si predstavljaš idejo o gibanju brez, da bi bilo to nekaj počasnega ali hitrega. Izvor teorije o eksistenci materije je v nasprotju z eksistenco abstraktnih idej. Hipoteza o eksistenci abstraktnih idej je mogoča zgolj zato, ker jezik pozna splošno uporabne izraze. Besede imamo za imena stvari za katere menimo, da obstajajo. Hipoteza materije ne izraža nič drugega kot abstraktno idejo neke stvari brez »določitve« kar pravi Berkley, da ni mogoče.
Kot pravi Berkley eksistenca subjekta, ki je neodvisna od zunanje stvarnosti in ki je dana čutnemu zaznavanju, on ni dvomil. Ker pa ni materialna in so vse te ideje le v duhu, morajo te ideje obstajati v nekem drugem duhu, ki ji zaznava. To pa je lahko le Bog. Vse 'stvari' so v duhu in imajo svoj cilj, ki jim ga je namenil Bog, prav tako je prvotni izvor vsega gibanja samo in samo Bog.
Berkley pravi »dejansko drevo, ki eksistira neodvisno od mojega duha, dejansko spoznava in dojema neskončni božji duh…. Ideje, ki jih je vtisnil čutilom stvarnik narave imenujemo dejanske stvari…. Zato imajo tudi obstojnost, red in zvezo ter jih ni mogoče priklicati tjavdan.
Pridemo do zaključka, da stvari so kompleksi idej, ki jih zaznava Bog in jih prikliče prek afekcij našega duha. Red in zveze, ki jih pri tem uporablja Bog, se imenujejo »naravni zakoni«.
Berkley ne zanika obstoja sveta, v grobem zanika obstoj materije, da je svet v bistvu materialen. Berkley trdi: »da stvari, ki jih vidim s svojimi očmi in tipam s svojimi rokami, eksistirajo, niti najmanj ne dvomim. Edino, čemur odrekam eksistenco, je to  čemur pravijo filozofi materija ali telesna substanca.«

## Pomembnejša dela
- Razprava o načelih človeškega razuma (A Treatise Concerning the Principles of Human Knowledge), 1710
- Trije dialogi med Hylasom in Philonom (Three Dialogues between Hylas and Philonous), 1713